# 이상한 나라의 피비
《이상한 나라의 피비》(영어: Phoebe in Wonderland)는 미국에서 제작된 대니얼 반즈 감독의 2008년 드라마 영화이다. 엘 패닝 등이 출연하였고, 라이넷 하월 등이 제작에 참여하였다.

## 출연진
- 엘 패닝
- 펄리시티 허프먼
- 퍼트리샤 클라크슨
- 빌 풀먼
- 베일리 매디슨
- 캠벨 스콧
- 이언 컬레티
- 테사 앨버트슨
- 피터 게러티
- 마두르 자프리

## 기타 제작진
- 공동 제작: 조지 패즈웰
- 배역: 에이비 코프먼
- 미술: 터리스 디프레이
- 세트: 로버트 코블먼